# 圖佐夫斯基火山
圖佐夫斯基火山是俄羅斯的火山，位於堪察加半島北部，屬於中部山脈的一部分，海拔高度約1,533米，山體由玄武岩組成，估計在更新世晚期至全新世初期形成。